# Педро Агире Серда (Чиле)
Педро Агире Серда (шп. Pedro Aguirre Cerda) је општина у Чилеу. По подацима са пописа из 2002. године број становника у месту је био 114.560.

## Демографија
| 2002.   |
| ------- |
| 114,560 |